# Turniej
Turniej (śr.-w.-niem. turnei) – zawody, w których uczestniczy wielu indywidualnych konkurentów albo ich zespołów. Na ogół mają charakter rywalizacji eliminacyjnej w ubieganiu się o mistrzostwo, np. turniej poetycki, rycerski, wiedzy, szachowy.
W sporcie są to indywidualne lub drużynowe rozgrywki o mistrzostwo, zwykle odbywane według reguły „każdy z każdym”, tj. każda drużyna musi stanąć do rywalizacji ze wszystkimi innymi z osobna (formułę taką nazywa się systemem kołowym) lub systemem pucharowym, w którym zwycięzca meczu kwalifikuje się do dalszych gier, pokonany odpada z rywalizacji.